# 小行星22405
小行星22405（22405 Gavioliremo）是一颗绕太阳运转的小行星，为主小行星带小行星。该小行星于1995年7月发现。

## 轨道参数
小行星22405的轨道半长轴为2.2902586 UA，离心率为0.18。